# سد ملا حاجی
سد ملا حاجی مربوط به اواخر دوره قاجار - دوره پهلوی اول است و در شهرستان قشم، روستای سلخ واقع شده و این اثر در تاریخ ۱۱ دی ۱۳۸۰ با شمارهٔ ثبت ۴۵۹۷ به‌عنوان یکی از آثار ملی ایران به ثبت رسیده است.